# Хейзинг

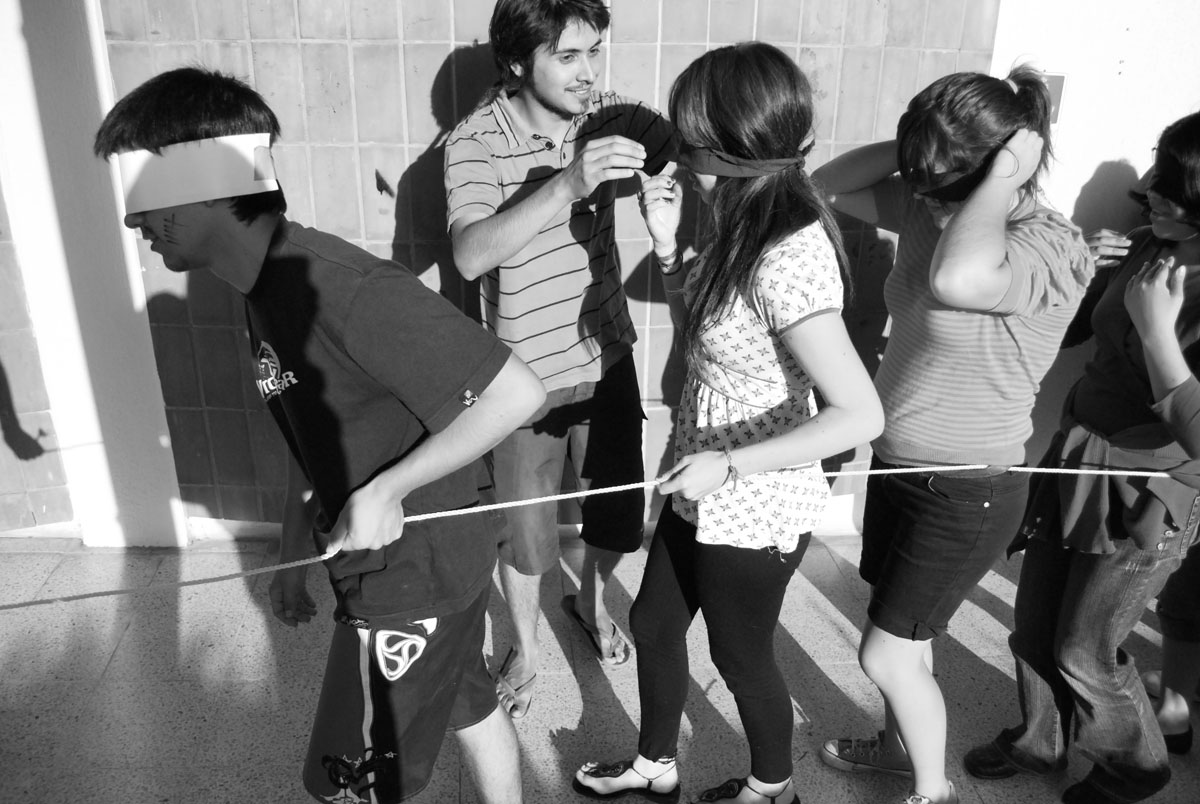
Инициация студентов в Чили

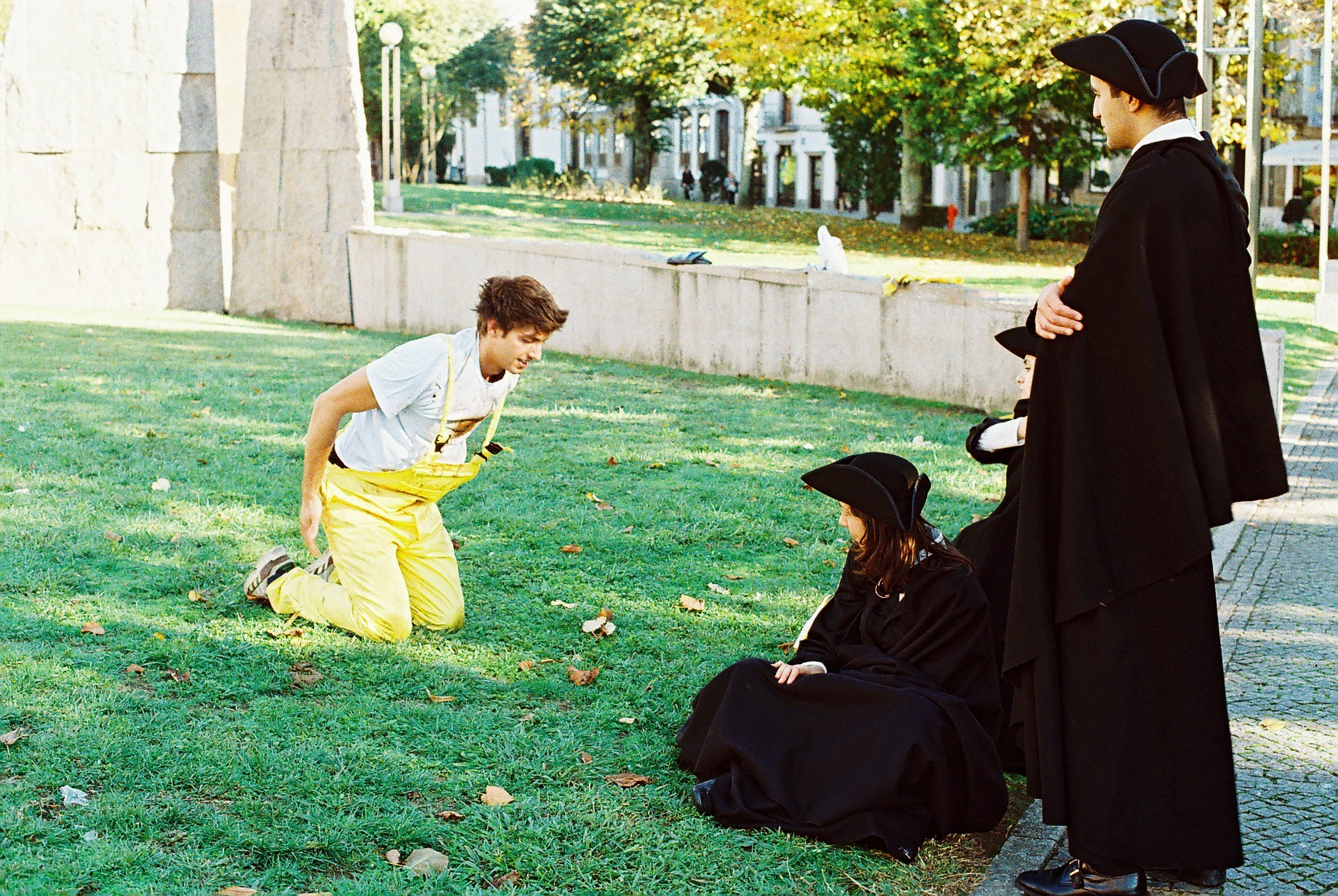
Инициация студентов в Португалии

Хе́йзинг (от англ. hazing) — ритуализированное жестокое, унизительное обращение в ходе инициации при вступлении в определённую группу.

## Особенности
Понятие хейзинга несколько размыто, имеется ряд определений, отличающихся друг от друга в нюансах и применяющихся в зависимости от контекста. Хейзинг может быть связан не только с принятием в сообщество, но и с дальнейшим поддержанием иерархии в нём, но в любом случае направлен на недавно появившихся участников. В отличие от буллинга, хейзинг представляет собой чисто ритуальные, идейные действия.
Хейзинг принципиально не предусматривает возможности для жертвы отказаться от участия. Он может включать компоненты как физического, так и психологического насилия. Это понятие включает как единовременные акции, так и длительные периоды повторяющихся нежелательных действий. Проявления хейзинга могут иметь как насильственные, так и игровые черты (а также элементы эротики), и в зависимости от того, что из этого превалирует, хейзинг принимает разные формы — от относительно безвредных (например, купание в День Нептуна) до травматичных и опасных: употребление крепких алкогольных напитков, депривация сна, удушение, оголение, манипуляции с гениталиями вплоть до откровенного сексуального насилия и многие другие. Регулярно происходят случаи смертей.
Проблема хейзинга существует в школьных, университетских, спортивных, армейских, криминальных сообществах. Те проявления дедовщины, что связаны не с эксплуатацией жертв, а с унижением их достоинства, относятся к хейзингу. Классический пример сообществ, в которых существуют традиции хейзинга, — североамериканские студенческие братства.

## Психология хейзинга
В зависимости от характера хейзинга, он может оставлять у участников положительные впечатления как о весёлом времяпрепровождении или отрицательные впечатления вплоть до психологических травм; в обоих случаях участники не склонны сообщать о своём участии в хейзинге. Люди, проходящие через хейзинг, могут гордиться самим фактом прохождения тяжких испытаний, а подвергающие их хейзингу могут считать и заявлять, что дают им некий необходимый жизненный опыт. В то же время хейзинг, будучи частью инициации, увеличивает приверженность группе как жертв, так и тех, кто подвергает их жестокому обращению. Участники в большей степени чувствуют себя частью сообщества, отделёнными от остальных (тех, кто вне этого сообщества), встроенными в иерархию, у них повышается конформность. Полноценное членство в группе как результат инициации обычно ценится выше, если оно досталось нелегко. Прошедшие хейзинг члены группы, в свою очередь, подвергают хейзингу будущих новичков, утверждаясь в своём новом статусе.

## Борьба с хейзингом
Ритуалы инициации, в том числе включавшие опасные испытания, существовали с древнейших времён. Явления в образовательных учреждениях, подобные хейзингу, отмечались на протяжении веков (для обозначения хейзинга в этом контексте используется термин «пеннализм»). Хотя действия членов сообщества, составляющие хейзинг, зачастую сами по себе нарушают закон или внутренние правила учреждений, в рамках которых существует сообщество, руководство этих учреждений может тайно или открыто одобрять хейзинг, разделяя позицию, что он сплачивает сообщество и даёт жертвам некий необходимый опыт. Однако в настоящее время, как и ранее нередко на протяжении истории, с хейзингом пытаются бороться административными и иными мерами. Так, в большинстве штатов США действуют законодательные акты, специально запрещающие хейзинг. Кроме того, предлагается увеличивать осведомлённость потенциальных жертв хейзинга об этой проблеме, работать над психологическим климатом в практикующих его сообществах, замещать хейзинг иными объединяющими активностями. Эффективность всех этих мер — предмет продолжающихся исследований и интенсивных дискуссий. Отдельную трудность представляет то, что и конкретные случаи, и вообще присутствие хейзинга как явления часто замалчивается и его участниками, и руководством учреждений, в которых он имеет место.